# De Zevenslootakker
De Zevenslootakker is een gemeentelijk monument Ferdinand Huycklaan 7 in Soest in de provincie Utrecht.
De dwarshuisboerderij is waarschijnlijk in de tweede helft van de 18de eeuw gebouwd aan 't Kort End. In de tijd dat de boerderij tot de bezittingen van de Paulusabdij in Utrecht behoorde, droeg het de naam De Blaak. Links van de boerderij staat een schaapskooi. De weide lag bij de boerderij, het bouwland lag op de eng
Rond 1900 werd het achterhuis van het middenlangsdeeltype verbouwd. De kelder met tongewelf werd in de zeventiger jaren van de twintigste eeuw dichtgestort en de opkamer werd uitgebroken.
De boerderij staat aan het eind van een oprit met de voorgevel gericht op de polder. De nok van het zadeldak loopt evenwijdig aan de weg. De tegeltableaus in de woonkamer dateren uit de tijd van de bouw en lijken op de tegels in boerderij De Birkt aan de Birkstraat 107.